# Opuntia basilaris
Opuntia basilaris es una especie  del sudoeste de EE. UU., mayormente en el desierto de Mojave y en el desierto de Colorado, y en el noroeste de México. 

## Descripción
Son pequeños cactos del género Opuntia, alcanzando 6 dm de altura.  Una sola planta puede consistir de centenares de tallos carnosos y achatados. Son azul grisáceos, con una longitud de 14 cm y máximo de ancho de 10 cm y 1-1,5 cm de espesor. Son usualmente sin espinas, y en cambio tienen barbas, llamadas gloquidios, que fácilmente penetran la piel.  Las flores rosa purpúreas salen en primavera y comienzos del verano.

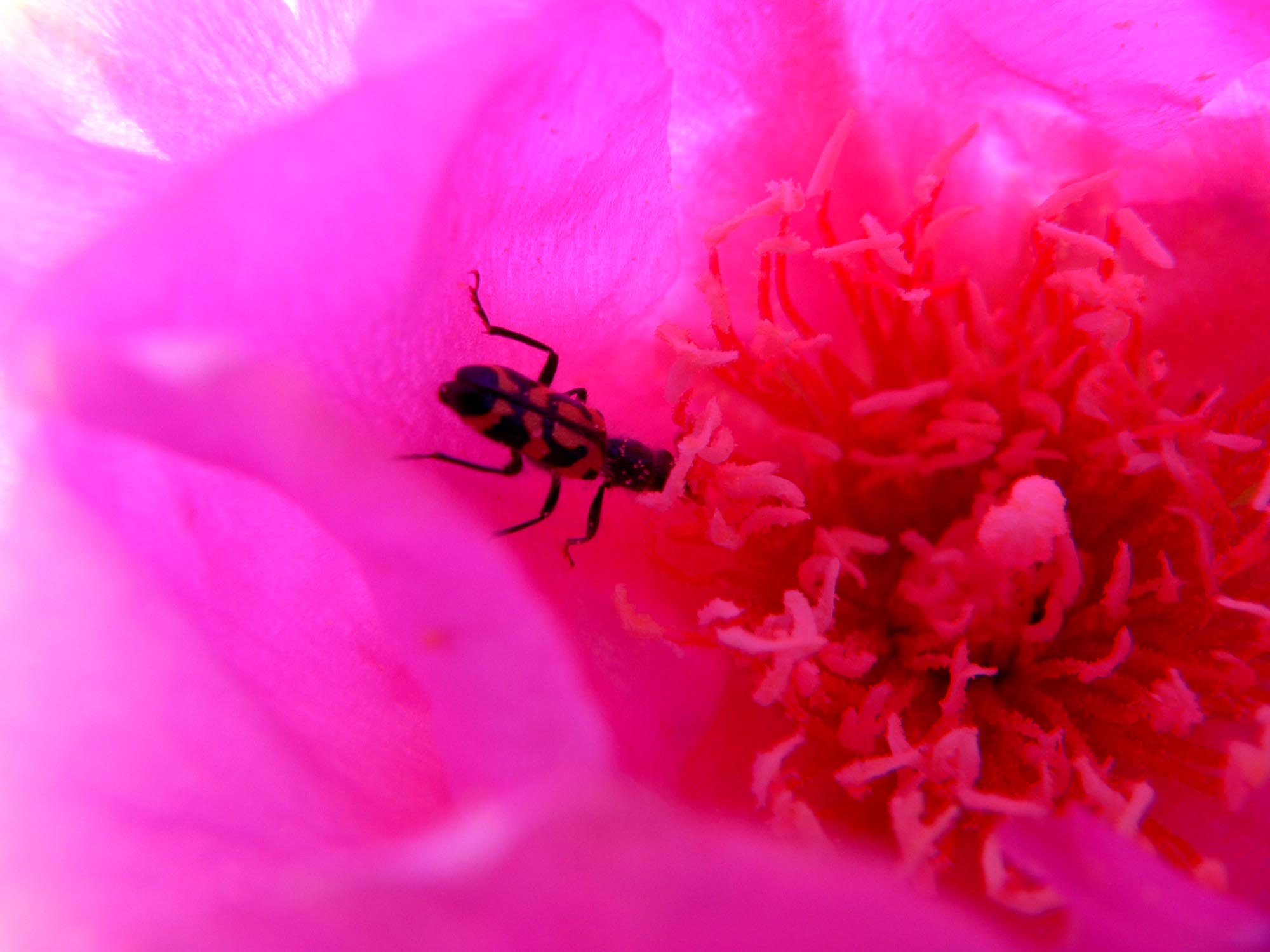
Opuntia basilaris con un coleóptero.

Algunos expertos consideran a esta sp. una plena especie (Bowen 1987, R. van de Hoek). Es única entre las variedades de Opuntia basilaris, con espinas, además de barbas; esto indica que la especie varía mucho en su fenotipo.

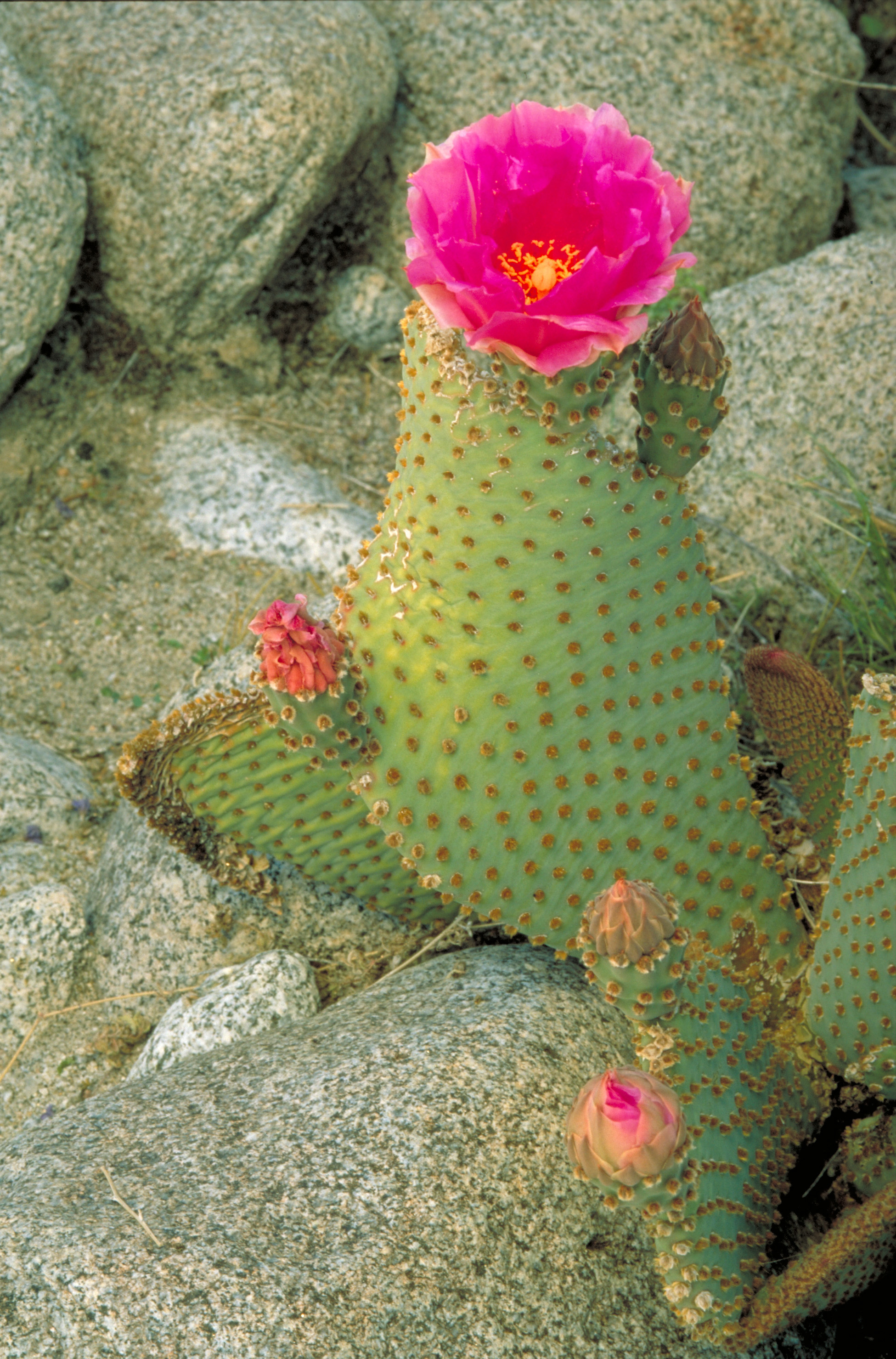
En flor

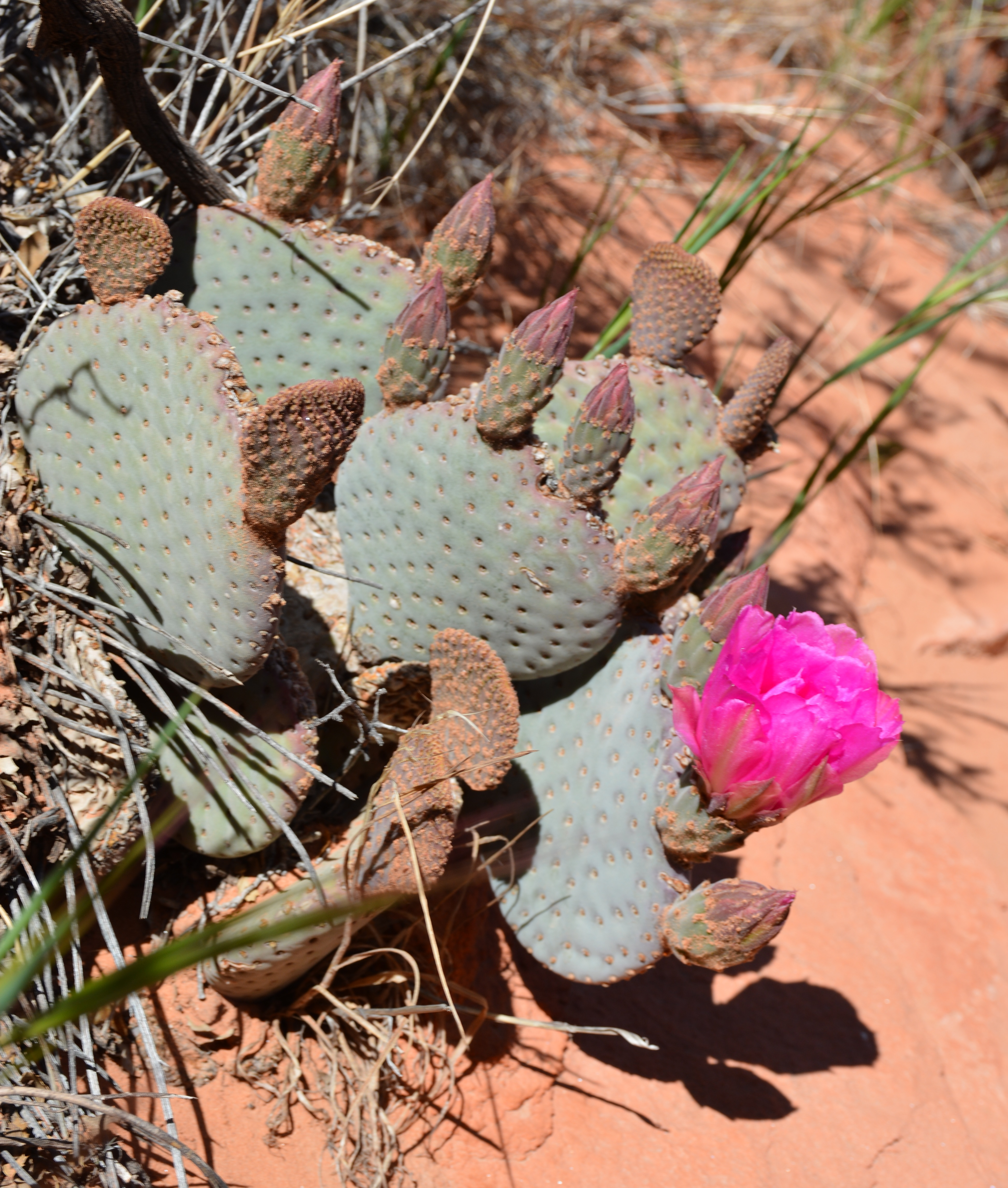
Vista de la planta

## Química
Opuntia basilaris contiene 0,01 % de mescalina y de 4-hidroxi-3-5-dimetoxifenetilamina.

## Taxonomía
Opuntia basilaris  fue descrita por Engelm. & Bigelow y publicado en Proceedings of the American Academy of Arts and Sciences 3: 298–299. 1856.
Etimología
Opuntia: nombre genérico  que proviene del griego usado por Plinio el Viejo para una planta que creció alrededor de la ciudad de Opus en Grecia.

basilaris: epíteto latino que significa "basales".
Variedades
Hay dos subespecies y varias variedades de esta especie:
- Opuntia basilaris subesp. basilaris
  - Opuntia basilaris var. albiflorus
  - Opuntia basilaris var. aurea
  - Opuntia basilaris var. brachyclada
  - Opuntia basilaris var. cordata
  - Opuntia basilaris var. heilii
  - Opuntia basilaris var. humistrata
  - Opuntia basilaris var. longiareolata
  - Opuntia basilaris var. ramosa
  - Opuntia basilaris var. treleasei  (California) EN
  - Opuntia basilaris var. woodburyi
  - Opuntia basilaris subesp. whitneyana
  - Opuntia basilaris subesp. whitneyana var. whitneyana

Sinonimia
- Opuntia basilaris
- Opuntia treleasei
- Opuntia brachyclada
- Opuntia humistrata
- Opuntia whitneyana
- Opuntia longiareolata
- Opuntia basilaris[6]